# Selçuk Yula
Selçuk Yula (ur. 8 listopada 1959 w Ankarze, zm. 6 sierpnia 2013 w Stambule) – turecki piłkarz grający na pozycji napastnika. W swojej karierze rozegrał 22 mecze w reprezentacji Turcji i strzelił w nich 4 gole.

## Kariera klubowa
Karierę piłkarską Yula rozpoczął w klubie Şekerspor. W sezonie 1977/1978 zadebiutował w nim w drugiej lidze tureckiej. W 1979 roku przeszedł do Fenerbahçe SK ze Stambułu, gdzie stał się podstawowym zawodnikiem. Wraz z Fenerbahçe dwukrotnie wywalczył tytuł mistrza Turcji w latach 1983 i 1985. W 1983 roku zdobył Puchar Turcji. W sezonie 1981/1982 z 16 golami został królem strzelców tureckiej ligi. W sezonie 1982/1983 także był najlepszym strzelcem ligi, strzelając 19 bramek. W barwach Fenerbahçe od 1979 do 1986 roku strzelił 64 gole w 160 rozegranych meczach.
W 1986 roku Yula odszedł do niemieckiego Blau-Weiß 90 Berlin. W niemieckiej Bundeslidze zadebiutował 16 sierpnia 1986 w przegranym 1:2 wyjazdowym meczu z Bayerem Uerdingen. Na koniec sezonu 1986/1987 spadł z Blau-Weiß do drugiej ligi.
W 1987 roku Yula wrócił do Turcji. Do 1991 roku grał w zespole Sarıyer GK. W sezonie 1991/1992 występował w Galatasaray SK. W 1992 roku zakończył karierę piłkarską.
| Sezon   | Klub             | Kraj   | Rozgrywki  | Mecze | Bramki |
| ------- | ---------------- | ------ | ---------- | ----- | ------ |
| 1977/78 | Şekerspor        | Turcja | 2. Lig     | ?     | ?      |
| 1978/79 | Şekerspor        | Turcja | 2. Lig     | ?     | ?      |
| 1979/80 | Fenerbahçe SK    | Turcja | 1. Lig     | 14    | 1      |
| 1980/81 | Fenerbahçe SK    | Turcja | 1. Lig     | 30    | 5      |
| 1981/82 | Fenerbahçe SK    | Turcja | 1. Lig     | 30    | 16     |
| 1982/83 | Fenerbahçe SK    | Turcja | 1. Lig     | 30    | 19     |
| 1983/84 | Fenerbahçe SK    | Turcja | 1. Lig     | 22    | 10     |
| 1984/85 | Fenerbahçe SK    | Turcja | 1. Lig     | 17    | 10     |
| 1985/86 | Fenerbahçe SK    | Turcja | 1. Lig     | 17    | 3      |
| 1986/87 | Blau-Weiß Berlin | RFN    | Bundesliga | 11    | 2      |
| 1987/88 | Sarıyer GK       | Turcja | 1. Lig     | 32    | 15     |
| 1988/89 | Sarıyer GK       | Turcja | 1. Lig     | 28    | 10     |
| 1989/90 | Sarıyer GK       | Turcja | 1. Lig     | 7     | 3      |
| 1990/91 | Sarıyer GK       | Turcja | 1. Lig     | 9     | 2      |
| 1991/92 | Galatasaray SK   | Turcja | 1. Lig     | 4     | 1      |

## Kariera reprezentacyjna
W reprezentacji Turcji Yula zadebiutował 7 października 1981 roku w przegranym 0:3 meczu eliminacji do MŚ 1982 ze Związkiem Radzieckim. W swojej karierze grał w też w eliminacjach do Euro 84 i MŚ 1986. Od 1981 do 1988 roku rozegrał w kadrze narodowej 22 mecze, w których strzelił 4 gole.